# Parotis suralis
Parotis suralis là một loài bướm đêm thuộc họ Crambidae. It is found around phía tây Thái Bình Dương rim, bao gồm quần đảo Chagos, Hồng Kông, Nhật Bản, Kiribati, Tuvalu và the tropical far phía bắc của Queensland.